# Eilema pygmaeola
Pigmy Footman (Eilema pygmaeola) là một loài bướm đêm thuộc phân họ Arctiinae, họ Erebidae. Nó được tìm thấy ở nửs tây của Palearctic ecozone.
Sải cánh dài 24–28 mm. Có một lứa một năm. con trưởng thành bay tháng 6 đến tháng 8.
Ấu trùng ăn nhiều loại địa y trên đá và cột gỗ. Ấu trùng được tìm thấy từ tháng 8. Chúng qua mùa đông dưới dạng ấu trùng.

## Phụ loài
- Eilema pygmaeola pygmaeola
- Eilema pygmaeola pallifrons (Zeller, 1847) (tây bắc Africa, Europe, Crimea, Caucasus)
- Eilema pygmaeola banghaasi (Seitz, 1910) (Asia Minor, Transcaucasia
- Eilema pygmaeola saerdabense (Daniel, 1939) (western Kopet Dagh, miền bắc Iran, Mountains of miền đông Trung Á)

## Hình ảnh

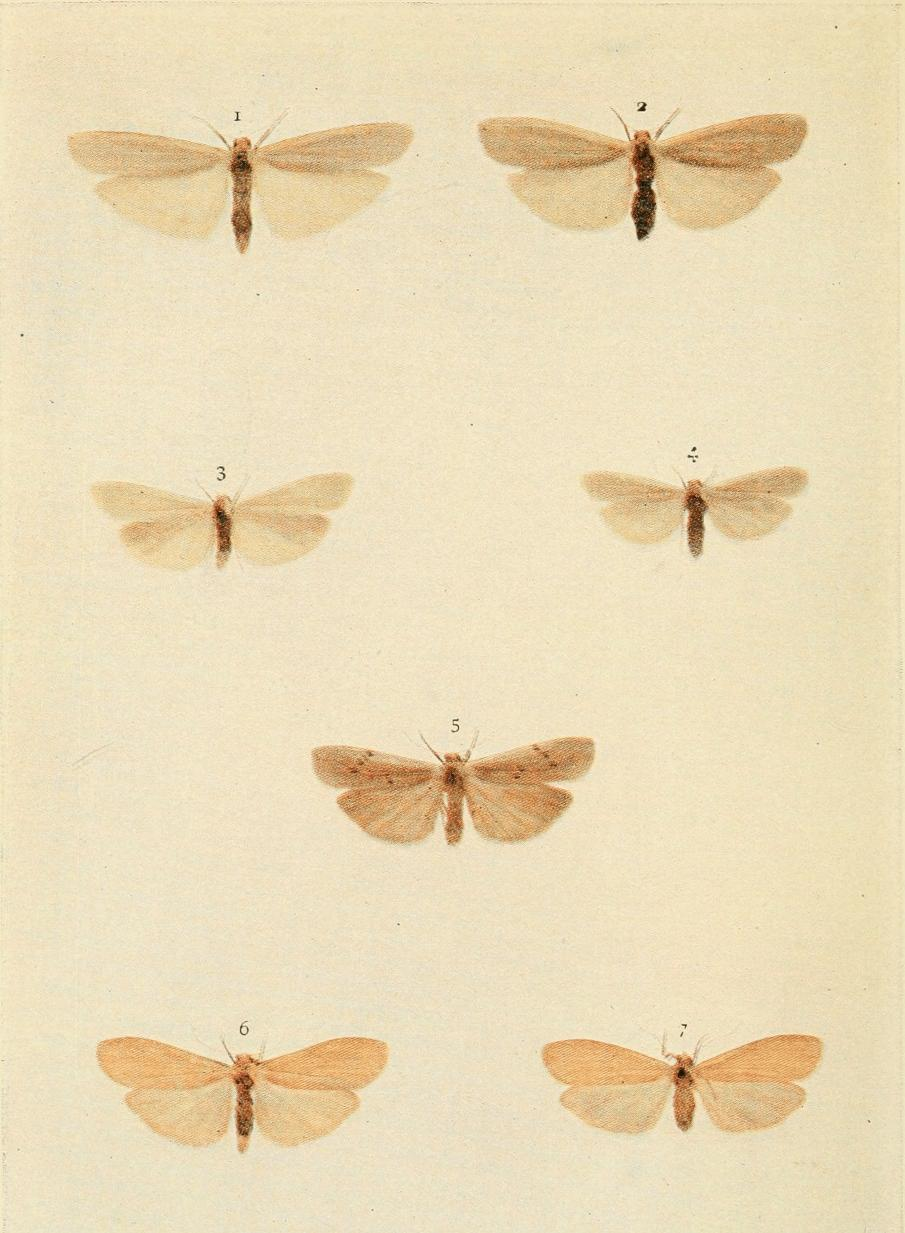